# Operació Nasr
L'operació Nasr ('victòria'), batalla de Dezful o batalla de Hoveyzeh, fou un enfrontament de la guerra Iran-Iraq entre el 5 i el 9 de gener de 1981. Va ser la batalla de tancs més gran des de la guerra del Yom Kippur.

## La batalla
Tres regiments blindats iranians van avançar cap a les forces iraquianes que havien envaït el territori iranià entre les ciutats d'Ahwaz, Susangerd i Dezful. Les forces iraquianes van ser alertades d'aquest moviment i van fingir una retirada. Els iraquians van disposar tres brigades blindades de manera que formessin una emboscada per tres bandes. Els iranians van caure en l'emboscada i les dues forces de tancs van enfrontar-se durant quatre dies en un terreny extremadament fangós. Molts tancs iranians van quedar empantanegats en el fang i van ser objectiu fàcil per als tancs iraquians, reforçats en l'últim moment per brigada addicional de T-62, ben ocults rere els terraplens de les carreteres. Finalment, els iranians es van retirar, deixant molts tancs destruïts i inutilitzats, atrapats al fang; a més, a causa d'una mala planificació logística, moltes unitats es van quedar sense combustible i municions.
La planificació inicial iraniana es va veure llastada per les divisions dins del govern iranià, que no confiava plenament en els seus quadres militars, molts dels quals se sospitava que encara eren simpatitzants del xa. D'altra banda, l'estat del terreny impedia una retirada en condicions de la batalla, però tampoc va permetre que les forces iraquianes perseguissin adequadament el que quedava dels iranians. A priori, el terreny obert era bo per a una operació blindada, però els iranians l'havien inundat mesos abans per frenar els avenços inicials iraquians; la zona encara no s'havia assecat i les pluges de l'hivern havien empitjorat la situació.

## Conseqüències
El contraatac iranià va fallar i els iraquians van poder mantenir el setge d'Abadan, Ahvaz, Andimeshk, Dezful, Shush, Susangerd i continuen assetjant la propera base de la força aèria anomenada Vahdati; tots estaven rebent foc d'artilleria i míssils Frog-7.
La derrota va tenir importants implicacions polítiques a l'Iran. El president Abolhassan Banisadr esperava que una victòria important ajudaria a augmentar la seva posició política i ajudaria a silenciar els seus crítics oponents, però el seu grau d'aprovació va baixar dràsticament i els seus oponents el van atacar encara més, i l'exèrcit, al qual donava suport, estava ara encara més desacreditat. El juny de 1981 el Majlis (Parlament iranià) liderat pel Partit Republicà Islàmic i el primer ministre Mohammad Ali Rajai el van destituir. L'aiatol·là Ruhol·lah Khomeini, que havia fet el paper d'un "àrbitre neutral" i que durant l'any anterior havia intentat resoldre les diferències entre Banisadr i els seus oponents, va aprovar la seva destitució. Banisadr va fugir del país disfressat amb un pilot de la força aèria que desertava per evitar l'arrest i va ser substituït per una junta no oficial, liderada pel president Rajaii, el nou primer ministre Javad Bahonar i el president del Parlament Ali Akbar Hashemi Rafsanjani, que va prohibir tots els partits polítics, excepte el Partit Republicà Islàmic.
Banisadr, amagat amb el suport del Mojahedin-e-kalq (MEK) va intentar organitzar una aliança de faccions anti-Khomeini per recuperar el poder, incloent el MEK, el Partit Democràtic del Kurdistan Iranià i l'Organització Fedaian, mentre evitava qualsevol contacte amb grups monàrquics exiliats. Es va reunir moltes vegades mentre s'amagava amb el líder del MEK Massoud Rajavi per planificar una aliança, però després de l'execució el 27 de juliol del membre del MEK Mohammad Reza Saadati, Banisadr i Rajavi van concloure que no era segur romandre a l'Iran.
El procés de Banisadr va iniciar un període de diversos mesos de gairebé guerra civil i terror a l'Iran. Centenars de funcionaris del govern van morir en atemptats del Mojahedin-e-kalq com l'atemptat de Haft-e Tir del 28 de juny del 1981 a la seu del Partit Republicà Islàmic que matava al voltant de 70 alts càrrecs, membres del govern i diputats, incloent-hi Mohammad Beheshti, secretari general del partit i cap de l'organització judicial de la República Islàmica, o l'atemptat del 30 d'agost de 1981 a Teheran que va matar Rajai i Bahonar, i gairebé Rafsanjani, El règim iranià va desencadenar la seva pròpia onada de terror, torturant i executant més de 3.000 membres de l'oposició i purgant l'exèrcit regular una vegada més fis a suprimir la majoria dels seus oponents, inclosos els clergues dissidents.